# Anita Bråkenhielm
Runa Anita Elisabet Bråkenhielm, geborene Ohlander (* 1. März 1937 in Lannaskede, Gemeinde Vetlanda, Schweden), ist eine schwedische Ärztin und Politikerin (Moderata samlingspartiet).
Anita Bråkenhielm, eine Tochter des Propstes Suno Ohlander und Schwester der Historikerin Ann-Sofie Ohlander, schloss 1963 das Studium der Medizin an der Universität Lund ab und erlangte im selben Jahr ihre Approbation als Ärztin. Ab 1964 arbeitete sie an Krankenhäusern in Linköping, Kalmar und Eksjö. 1970 wurde sie Oberärztin für Gynäkologie und Geburtshilfe am Krankenhaus von Vetlanda. 
Von 1976 bis 1982 war Bråkenhielm Mitglied des Provinziallandtags (landsting) des Jönköpings län. 1979 wurde sie erstmals in den Reichstag gewählt, dem sie bis 1988 angehörte. Hier war sie von 1982 bis 1985 Mitglied des Verteidigungsausschusses und von  1986 bis 1988 Mitglied des Auswärtigen Ausschusses. Nach dem Ausscheiden aus dem Reichstag wurde sie 1990 Landshövding des Kristianstads län und wechselte nach dessen Auflösung 1996 in derselben Funktion in das Kalmar län. Ab 1997 war sie auch Leiterin des Bevölkerungsschutzes in der südlichen Region Schwedens (Södra civilområdet). 2002 ging sie in den Ruhestand.
Sie engagierte sich auch in der Lottabewegung und war von 1977 bis 1979 stellvertretende Vorsitzende, von 1986 bis 1992 Vorsitzende. Ferner war sie Mitglied verschiedener Ausschüsse und Beiräte in Politik, Kultur und Diakonie. 2004 wurde sie mit der Medaille Seiner Majestät des Königs (Hans Majestät Konungens medalj) geehrt.
Bråkenhielm war ab 1965 mit dem Land- und Forstwirt Peder Bråkenhielm verheiratet. Die Medienunternehmerin Anna Bråkenhielm (* 1966) ist ihre Tochter.